# Élections générales yukonnaises de 1992
L'élection générale yukonnaise de 1992 fut tenue le 19 octobre 1992 afin d'élire les 17 députés à l'Assemblée législative du territoire du Yukon (Canada). Le Parti du Yukon, dirigé par John Ostashek, défait le NPD yukonnaise et forme un gouvernement minoritaire avec 7 sièges. Le NPD yukonnaise du premier ministre Tony Penikett est défait et remporte 6 sièges. Le Parti libéral, dirigé par Paul Thériault, remporte un siège.
Le chef du Parti yukonnais John Ostashek est assermenté premier ministre du territoire le 7 novembre 1992.

## Résultats
| Parti | Parti                      | Chef           | # de candidats | Sièges | Sièges | Sièges  | Voix | Voix | Voix    |
| ----- | -------------------------- | -------------- | -------------- | ------ | ------ | ------- | ---- | ---- | ------- |
| Parti | Parti                      | Chef           | # de candidats | 1989   | Élus   | % Diff. | #    | %    | % Diff. |
|       | Parti du Yukon             | John Ostashek  | 14             | 7      | 7      |         |      |      |         |
|       | Nouveau Parti démocratique | Tony Penikett  | 17             | 9      | 6      |         |      |      |         |
|       | Indépendant                | Indépendant    | 7              | 0      | 3      |         |      |      |         |
|       | Libéral                    | Paul Thériault | 14             | 0      | 1      |         |      |      |         |
| Total | Total                      | Total          | 52             | 16     | 17     |         |      |      |         |